# Sandbäckskyrkan
Sandbäckskyrkan är en kyrkobyggnad i Katrineholms kommun. Den är församlingskyrka i Katrineholmsbygdens församling, Strängnäs stift.

## Kyrkobyggnaden
Sandbäckskyrkan uppfördes 1972 efter ritningar av arkitekt Anders Lundell. Söndagen 3 september 1972 invigdes anläggningen av biskop Åke Kastlund, men den blev aldrig invigd som kyrka.

## Inventarier
Altaret är tillverkat 1985 på Karsudden, efter en modell som tagits fram av personer engagerade vid Sandbäckskyrkan. Altaret saknar antependium men färgade skivor på framsidan kan bytas så att kyrkoårets olika färger kan läggas in så att kristusmonogrammet och symbolen alfa och omega, den första och den sista, har aktuell färg. På väggen bakom altaret finns ett altarskåp utfört av Lars Lindekrantz, Ullared år 1968. Tidigare var det placerat i Katrineholms kyrka.